# Língua sulka
A língua Sulka (ou Sulca) é uma língua austronésia que atualmente encontra-se em situação de quase extinção devido ao seu baixo número de falantes, com uma quantidade entre 2500 e 3500 falantes. Os falantes dessa língua estão distribuídos principalmente ao longo da costa leste de Papua-Nova Guiné, na região leste do distrito de Pomio, ao leste da província da Nova Bretanha.
O Sulka é classificada atualmente como uma língua isolada, ou seja, não faz parte (ou pelo menos não se sabe) de uma família linguística. Foram-se levantadas teorias de que ela pudesse fazer parte do agrupamento linguístico Papua ou de uma longa árvore linguística das línguas da Nova Bretanha (New Britain Stock), devido à similaridades e divergências que ela apresenta em relação a outros idiomas desses agrupamentos. Verifica-se também que apesar de possuir status de isolada, a língua Sulka possui semelhanças com várias línguas, como Kol, Tomoip e Mengen, de acordo com o que foi escrito por Ger Reesink.

## Etimologia
[carece de fontes?]

## Distribuição geográfica
A língua Sulka é falada na região leste de Nova Bretanha Oriental, no leste de Papua-Nova Guiné. Seus falantes se distribuem no distrito de Pomio e ao longo da região costeira de Wide Bay. Reesink também confirma a ocorrência de falantes de Sulka terem se misturado em aldeias vizinhas, a sudeste de Kokopo, com falantes de outros idiomas, como Mali. [carece de fontes?]

## Fonologia
O idioma apresenta um total de 28 segmentos, sendo 14 deles consoantes (com 7 alofones) e 7 vogais.

### Consonantes
As consoantes em Sulka são:
|             |             | Bilabial | Alveolar | Palatal | Velar     | Glotal |
| ----------- | ----------- | -------- | -------- | ------- | --------- | ------ |
| Oclusiva    | Vozeada     |          | r [d]    |         | ɡ [ɣ] [ʁ] |        |
| Oclusiva    | Desvozeada  | p        | t        |         | k [q]     |        |
| Nasal       | Nasal       | m        | n        |         | ŋ [ɴ]     |        |
| Fricativa   | Fricativa   | β [b]    | s        |         |           | h      |
| Lateral     | Lateral     |          | l        |         |           |        |
| Aproximante | Aproximante | w        |          | y       |           |        |

Os alofones foram apresentados entre colchetes.
Todas as consoantes velares apresentadas têm uma realização uvular, ou até faríngea, quando vindas antes da vogal central aberta [a], como em [qaak]. Esse fato leva a concluir que não há evidências de contraste fonético entre consoantes oclusivas ou nasais velares e uvulares. Além disso foi-se observado que, devido ao amplo acervo de plosivas — [p], [t], [k] e o [h] — a pronúncia torna-se bem recortada, pausada.

### Vogais
As vogais em Sulka são:
|          |          |       |       | Alto | Médio | Baixo |
| -------- | -------- | ----- | ----- | ---- | ----- | ----- |
| Frontal  | Frontal  | Curto | Curto | i    | e     | ɛ     |
| Frontal  | Frontal  | Longo | Longo | iː   | eː    | ɛː    |
| Central  | Central  | Curto | Curto |      |       | a     |
| Central  | Central  | Longo | Longo |      |       | aː    |
| Traseira | Traseira | Curto | Curto | u    | o     | ɔ     |
| Traseira | Traseira | Longo | Longo | uː   | oː    | ɔː    |

Como apontado na tabela, a Sulka apresenta contraste entre suas vogais frontais i, e, ɛ, mas também apresenta ausência da vogal central alta. Os contrastes fonéticos das vogais de Sulka não são tão perceptíveis, visto que algumas delas podem ter suas pronúncias flutuando entre outras, como acontece com [o] e [u], em [ko] e [ku], e com [e] e [ɪ], em [a ye] e [a yɪ]. Acerca dos contrastes fonéticos também, incluísse a dificuldade em diferenciar vogais longas de ditongos. As longas vogais apresentam, normalmente, uma combinação de vogal cheia e menor, como i+e ou u+o, podendo ocasionar na variação de, por exemplo, [teit] e [teet] (“pai”). Esse evento ocorre principalmente em vogais longas fechadas frontais ou traseiras médias, comumente confundidas com variantes altas e curtas, como por exemplo [eː] sendo confundido com [i].
A tabela apresenta palavras que demonstram as 7 diferentes vogais:
| IPA   | Meaning             |
| ----- | ------------------- |
| [hip] | 'canguru-aborícola' |
| [hep] | 'cama'              |
| [hɛp] | 'fazer fogo'        |
| [lul] | 'fluxo'             |
| [lol] | 'carregar'          |
| [yok] | 'homônimo'          |
| [yɔk] | 'taro'              |
| [ko]  | 'lá'                |
| [kat] | 'de novo'           |

## Ortografia
O alfabeto sulka é composto de 15 consoantes e 7 vogais, resultando em um total de 22 grafemas., havendo uma divergência nesses dados de acordo com o pesquisador Reesink, por exemplo, explora a existência dos 22 grafemas sem a ocorrência da vogal central alta /ɨ/, discordando com Tharp, que afirmava a existência também de 22 grafemas, mas incluindo /ɨ/, substituindo /a/ por /ɐ/ e excluindo /ɛ/. Além desses grafemas, existe também a possibilidade de alongar-se as vogais, fenômeno imperceptível à pronúncia, causando a formação de ditongos.
| Letra | Fonema | Pronúncia                                                          |
| ----- | ------ | ------------------------------------------------------------------ |
| a     | /a/ʌ/  | Cachorro / cama                                                    |
| b     | /b/    | Bola                                                               |
| d     | /d/    | Dado                                                               |
| ɛ     | /ɛ/    | Febre                                                              |
| h     | /h/    | Arroz                                                              |
| i     | /i/    | Imã                                                                |
| e     | /e/    | Febre                                                              |
| k     | /k/    | Cachorro                                                           |
| l     | /l/    | Língua                                                             |
| m     | /m/b/  | Marrom / broca ou blusa                                            |
| n     | /n/    | Nariz                                                              |
| ŋ     | /ŋ/    | Não há no Português Brasileiro (semelhante a sing [siŋ] do Inglês) |
| o     | /o/ə/  | Ovo / mesa                                                         |
| ɔ     | /ɔ/    | Mole                                                               |
| p     | /p/    | Pato                                                               |
| ɣ     | /ɡ/    | Água                                                               |
| r     | /r/    | Cara                                                               |
| s     | /s/    | Simples                                                            |
| t     | /t/    | Teatro                                                             |
| u     | /u/    | Saúde                                                              |
| β     | /v/    | Vaca                                                               |
| j     | /y/ʒ/  | Ioiô/Igreja                                                        |

## Gramática

### Pronomes

#### Pessoais
Os pronomes pessoais no idioma Sulka são palavras independentes que variam de acordo com a pessoa gramatical do enunciado e que podem atuar como agente, paciente , benfeitor ou acompanhante dependendo do contexto em que forem utilizados.
Pronomes pessoais: 
|           | Singular | Dual | Plural |
| --------- | -------- | ---- | ------ |
| 1ª Pessoa | dok      | muo  | mor    |
| 2ªPessoa  | yen      | moi  | muk    |
| 3ª Pessoa | en       | men  | mar    |

| Exemplos             | Tradução                             |
| -------------------- | ------------------------------------ |
| Dok ko-im he         | Eu bati nele                         |
| T-im dok             | Ele me bateu                         |
| En ta ŋan-dok        | Isso é para mim                      |
| Yen kar dok mora-ŋoe | “Você com eu”, nós dois vamos juntos |

#### Compostos
Os pronomes compostos consistem na junção de um pronome pessoal com um outro morfema de modo a modificar seu sentido na frase.

##### Composto Reflexivo
Na formação de pronomes reflexivos, utiliza-se o morfema “-mruo” após o pronome pessoal, como em:
Dok-mruo ŋora-kol (eu mesmo vou pegar [algo])
e também pode apresentar o sentido de reciprocidade se, adicionalmente, for utilizado o morfema “mo-” prefixado ao verbo:
ŋara mo-turang mar-mruo (Eles irão ajudar-se entre si)

##### Composto Exclusivo
A adição do morfema “-tuk” após um pronome pessoal, cria-se uma ideia de exclusividade, como visto em:
Dok-tuk ŋora-spom (eu sozinho irei bater [em algo])

##### Composto Possessivo
Os pronomes possessivos são formados pela adição do morfema “naŋ-” antes do pronome, implicando em algumas modificações de acordo com as iniciais do pronome a que foi prefixado, sendo eles:
|    | Singular | Dual    | Plural  |
| -- | -------- | ------- | ------- |
| 1ª | naŋ-dok  | naŋ-ŋuo | naŋ-ŋor |
| 2ª | naŋ-en   | naŋ-ŋoi | naŋ-ŋuk |
| 3ª | -        | naŋ-ŋen | naŋ-ŋar |

Como visto na tabela acima, pronomes iniciados com “m” substituem-o por “ŋ” e os começados por “y” perdem sua inicial. Ademais, nota-se também que a terceira pessoa do singular não foi incluída na tabela. Isso ocorre pelo fato de a construção de posse da terceira pessoa não ocorre apenas com a adição de um prefixo, ela pode ocorrer de três maneiras, sendo duas delas frases nominais de posse. Nelas, pode-se estabelecer a relação de posse ao adicionar uma partícula possessiva relativa no meio de uma frase, estabelecendo um substantivo como possuidor e o em seguida como posse, ou estabelecendo uma relação “substantivo-substantivo” com o prefixo “ka-“ no segundo:
A-kom to mkor dok (minha faca)
A-kom ka-rain (o cabo da faca)
A terceira maneira é adicionando a palavra “naŋ” na frase e posicionando o possuidor antes do morfema adicionado:
A-kom ta e-pruo naŋ (essa faca é de Pruo).

### Substantivos

#### Gênero
O idioma Sulka não apresenta uma marcação de gênero, nem em seus pronomes, diferenciando os da terceira pessoa, nem com a especificação de um artigo, característica que torna a língua ainda mais individual, visto que diverge do observado em outras línguas papuanas.

#### Número
Para entender a organização quantitativa, deve-se diferenciar os substantivos entre substantivos de massa e não-massa, sendo o primeiro uma entidade singular composta de vários componentes (como a areia da praia) e os de não-massa o oposto disso, ou seja, uma entidade composta de apenas um componente (uma faca por exemplo).

##### Não-massa
O número, nesses substantivos, será indicado por dois grupos de prefixos: os indicadores de número do substantivo, que diferencia entre singular e plural, e os indicadores de número possessivos, que diferenciam entre singular, dual e plural.
Os indicadores do substantivo são os prefixos “a-“ e “o-“ que representam, respectivamente, singular e plural:
a-kom (uma faca) / o-kom (facas)
Já os possessivos são os prefixos “lo-“ e “ro-“, além da ausência de prefixo, que indicam, respectivamente, dual, plural e singular para a quantidade do substantivo possuído, entrando entre o pronome de posse e o substantivo:
kua-kom (minha faca)
kua-lo-kom (minhas duas facas)
kua-ro-kom (minhas facas)
Há, também, a ocorrência do substantivo dual sem ser possessivo, em que utiliza-se tanto o indicador do substantivo “a-“ quanto o possessivo dual “lo-“:
a-lo-kom (duas facas)

##### Massa
Os substantivos de massa também podem ser divididos em dois de acordo com seu processo de formação, ou seja, se eles são de massa por natureza (lexicais) ou por uma outra característica (morfológicos). Para ficar mais claro, toma-se o exemplo de poeira e alunos. A poeira é, por definição, um substantivo de massa, porém os alunos são um conjunto de vários indivíduos que foram agrupados e tomaram forma de um substantivo de massa. Para indicar isso no idioma, utiliza-se de prefixos, sendo que os substantivos de massa lexicais assumem apenas o prefixo “o-“ (indicador de plural do substantivo), enquanto os morfológicos assumem apenas o “a-“ (indicador de singular do substantivo), em adição do prefixo “kro-” entre o indicador e o substantivo:
o-ŋmir (a poeira)
a-kro-hi (a plantação)

#### Posse
Os substantivos também variam de acordo com sua relação de posse. Nesses casos, existem duas principais características que irão resultar em quatro diferentes grupos de prefixos, variando de acordo com a pessoa e o número dentro desses grupos. As principais características estão relacionadas a um grau de parentesco entre o possuidor e o objeto e a ênfase colocada no sentido da frase. 

##### Parentesco sem ênfase
Segue a tabela de prefixos possessivos de parentesco sem ênfase:
|    | Singular | Dual   | Plural |
| -- | -------- | ------ | ------ |
| 1ª | ko-      | m-/mo- | ŋor-   |
| 2ª | i-       | me-    | mu-    |
| 3ª | k-       | ŋen-   | ŋar-   |

Exemplificados por:
ko-nan (minha mãe)

##### Sem parentesco sem ênfase
Segue a tabela de prefixos possessivos sem parentesco nem ênfase:
|    | Singular | Dual      | Plural     |
| -- | -------- | --------- | ---------- |
| 1ª | kua-     | ma-/mola- | ŋura-/ŋua- |
| 2ª | ila-     | me-/mela- | mula-      |
| 3ª | ka-      | ŋina-     | ŋa-        |

Exemplificados por:
kua-kom (minha faca)

##### Parentesco com ênfase
Segue a tabela de prefixos possessivos de parentesco com ênfase:
|    | Singular | Dual  | Plural |
| -- | -------- | ----- | ------ |
| 1ª | kot-     | mot-  | ŋot-   |
| 2ª | it-      | met-  | mut-   |
| 3ª | kt-      | ŋint- | ŋat-   |

Exemplificados por:
kot-nan (minha própria mãe)

##### Sem parentesco com ênfase
Segue tabela de prefixos de posse sem parentesco mas com ênfase:
|    | Singular | Dual   | Plural |
| -- | -------- | ------ | ------ |
| 1ª | kota-    | mota-  | ŋota-  |
| 2ª | ita-     | meta-  | muta-  |
| 3ª | kta-     | ŋenta- | ŋata-  |

Exemplificados por:
kota-kom (minha própria faca)

### Verbos

#### Conjugação
Os verbos variam em relação à pessoa, tempo, modo, aspecto e número — ocorrendo dois ou mais dessas variações ao mesmo tempo -, por meio de dez principais conjuntos de afixos, nove deles afixos e um de sufixos. São eles:

##### Presente

###### Indicativo
|           | Singular | Dual   | Plural |
| --------- | -------- | ------ | ------ |
| 1ª Pessoa | kua-     | mota-  | ŋota-  |
| 2ª Pessoa | ya-      | meta-  | muta-  |
| 3ª Pessoa | ta-      | ŋenta- | ŋata   |

Exemplificados por:
kua-ŋoe (eu estou indo)

###### Indicativo Habitual
|           | Singular | Dual   | Plural |
| --------- | -------- | ------ | ------ |
| 1ª Pessoa | koma-    | moma-  | ŋoma-  |
| 2ª Pessoa | ima-     | mema-  | muma-  |
| 3ª Pessoa | nama-    | menma- | ŋama-  |

Exemplificados por:
koma-ŋoe (eu sempre/geralmente vou)

###### Subjuntivo Condicional
|           | Singular | Dual   | Plural |
| --------- | -------- | ------ | ------ |
| 1ª Pessoa | kopa-    | mopa-  | ŋopa-  |
| 2ª Pessoa | ipa-     | mepa-  | mupa-  |
| 3ª Pessoa | napa-    | menpa- | ŋapa-  |

Exemplificados por:
kopa-ŋoe (se eu for/eu devia ir)
Além disso, pode ocorrer, também, a adição do afixo “-guna-” indicando uma ação que terminou imediatamente antes do momento da fala:
t-mur-guna-pes (ele só apareceu agora)

##### Passado

###### Indicativo
|           | Singular | Dual  | Plural |
| --------- | -------- | ----- | ------ |
| 1ª Pessoa | ko-      | mot-  | ŋot-   |
| 2ª Pessoa | i-       | met-  | mut-   |
| 3ª Pessoa | t-       | ŋent- | ŋat    |

Exemplificados por:
ko-ŋoe (eu fui)

###### Indicativo Habitual
|           | Singular | Dual  | Plural |
| --------- | -------- | ----- | ------ |
| 1ª Pessoa | kom-     | mom-  | ŋom-   |
| 2ª Pessoa | im-      | mem-  | mum-   |
| 3ª Pessoa | nom-     | menm- | ŋam-   |

Exemplificados por:
kom-ŋoe (eu geralmente ia)

###### Subjuntivo Condicional
|           | Singular | Dual  | Plural |
| --------- | -------- | ----- | ------ |
| 1ª Pessoa | kop-     | mop-  | ŋop-   |
| 2ª Pessoa | ip-      | mep-  | mup-   |
| 3ª Pessoa | nap-     | menp- | ŋap-   |

Exemplificados por:
kop-ŋoe (se eu tivesse ido/ eu deveria ter ido)

##### Futuro

###### Indicativo
|           | Singular | Dual    | Plural |
| --------- | -------- | ------- | ------ |
| 1ª Pessoa | ŋora-    | mora-   | ŋrera- |
| 2ª Pessoa | ŋera-    | mera-   | mura-  |
| 3ª Pessoa | nera-    | menera- | ŋara-  |

Exemplificados por:
ŋora-ŋoe (eu irei)

###### Subjuntivo Obrigatório
|           | Singular | Dual   | Plural |
| --------- | -------- | ------ | ------ |
| 1ª Pessoa | ŋuak-    | moak-  | ŋruak- |
| 2ª Pessoa | ŋiak-    | meak-  | mguak- |
| 3ª Pessoa | nak-     | mneak- | ŋak-   |

Exemplificados por:
ŋuak-ŋoe (eu tenho que ir)

##### Imperativo
|          | 2ªPessoa    |
| -------- | ----------- |
| Singular | (sem afixo) |
| Dual     | me-         |
| Plural   | mu-         |

Exemplificados por:
ŋoe (vá!)
me-ŋoe (vocês dois, vão!)
mu-ŋoe (vocês todos, vão!)

##### Exortativo
A conjugação do exortativo no Sulka ocorre apenas para a primeira pessoa do verbo “so” (deixar ir) e manifesta-se por meio de sufixos
|          | 1ªPessoa    |
| -------- | ----------- |
| Singular | (sem afixo) |
| Dual     | -muo        |
| Plural   | -mor        |

Exemplificados por:
so (deixe-me ir)
so-muo (deixe nós dois irmos)
so-mor (deixe-nos ir)

#### Aspectos
Em adição aos aspectos gramaticais aspectos mostrados acima, existem no total 7 deles no idioma Sulka — habitual, condicional, expectante, dedutivo, obrigatório, de realidade atual e de realidade passada — que se manifestam através de prefixos. O aspecto habitual representa a ocorrência habitual de uma ação, um ato cotidiano. O aspecto condicional é utilizado para representar a existência de uma condição. O aspecto expectante representa uma expectativa. O aspecto dedutivo é utilizado para representar algo concluído através de uma dedução. O aspecto obrigatório representa a existência de uma obrigação por trás da ação, algo que deve ser cumprido.O aspecto da realidade atual representa algo que está acontecendo no momento da fala. O aspecto da realidade passada representa algo que já foi finalizado previamente à fala. Os aspectos podem ser vistos, respectivamente em:
ima-ŋoe (você sempre vai)
ip-kol (se você conseguiu)
ip-kol (você devia ter conseguido)
ip-kol (você deve ter conseguido)
ŋiak-ŋoe (você tem que ir)
ta-sap (ele está correndo)
t-sap (ele correu)

#### Reduplicação
A reduplicação nos verbos da língua é utilizada para indicar a continuidade de uma ação, podendo ocorrer a reduplicação completa (apenas em verbos de uma sílaba) ou parcial (uma ou duas sílabas) e sendo anexados ao verbo como prefixos, infixos ou sufixos.

##### Completa
Manifesta-se somente por sufixos e repete a palavra por completo:
en (dar) — enen (dando)
hem (esfregar) — hemhem (esfregando)

##### Parcial
Pode vir em forma de prefixos, infixos ou sufixos.
Nos prefixos, pode ocorrer a repetição da Consoante-Vogal (CV) inicial, a C inicial e uma V, a VC inicial ou a sequência CCV inicial:
hoŋ (cavar) — hohoŋ (cavando)
loi (casar) — loloi (casando)
othoi (contar uma história) — otothoi (contando uma história )
prik (pular) — pirprik (pulando)
Nos infixos, pode ocorrer a repetição da primeira C (em palavras que comecem com vogal) ou da primeira V, colocado anteriormente ou posteriormente:
orop (lavar) — orrop (lavando)
tmor (derrubar) — tomor (derrubando)
orsang (sentar) — orosang (sentando)
kser (cortar) — kaser (cortando)
Nos sufixos afeta-se apenas a VC final:
kor (pensar) — koror (pensando)

### Sentença

#### Ordem
As sentenças no Sulka seguem um modelo em relação à seus elementos, baseados na sequência Cabeça-Modificador(es), em que a cabeça da frase vai ser o foco e por meio dela pode se classifica-lá, e os modificadores atuam modificando o sentido que a cabeça possui na frase. As frases podem ser classificadas em frases nominais, pronominais, pronominais possessivas, de número, adjetivas, verbais, coordenadas e preposicionais dependendo de sua cabeça — substantivo, pronome, pronome possessivo, cardinais maiores que cinco, adjetivo, verbo, duas cabeças ligadas por conjunção e uma preposição.

#### Negação
As frases de negação são marcadas por uma partícula de negação “nop”, que, caso venha acompanhado de um marcador de ênfase, é seguido pelo marcador, ficando como em:
nop hak (certamente não)

#### Comparativo
Para realizar comparações em uma frase, utiliza-se a preposição “maŋ” (about), estabelecendo assim uma comparação entre os elementos antes da preposição e depois da preposição:
a-mhel ta-laut maŋ en-to (esse homem é maior que aquele)

## Vocabulário
Será apresentado a seguir a transcrição de uma passagem gravada, com sua tradução para o Português Brasileiro:
/a kɔlkha laŋto a hip tkaɛmɛmik ko βɣum a ho tɛ ksɛi kam sirɛi a hip tβɔkɔn a βim to ta mŋanaŋ tɛ ja ŋaɛ
ŋam a βim ta haβaɛŋ tɛ ko ɣia punpa to a hip ta haβaɛŋ tɛ ko lɛip to ursie ŋtɛ kua βɔk tɛ ksɛi kam riŋ in to a βim tɛ tete dok ko rosa to jin hɛ/

‘Um dia um gambá estava comendo embaixo de uma árvore. Ele estava muito feliz. O gambá viu uma cobra. Ele perguntou-o, “Aonde você está indo?” A cobra disse, “Estou apenas andando por aí.” Depois o gambá disse, “Senhor, venha cá, quero estar com você.” Então a cobra disse, “Eu, também, eu quero estar com você, também.” Daí o gambá disse para a cobra, “Hoje você se tornou meu primo.” ‘